# スパイラル (建築物)
座標: 北緯35度39分49秒 東経139度42分42秒 / 北緯35.663617度 東経139.711748度

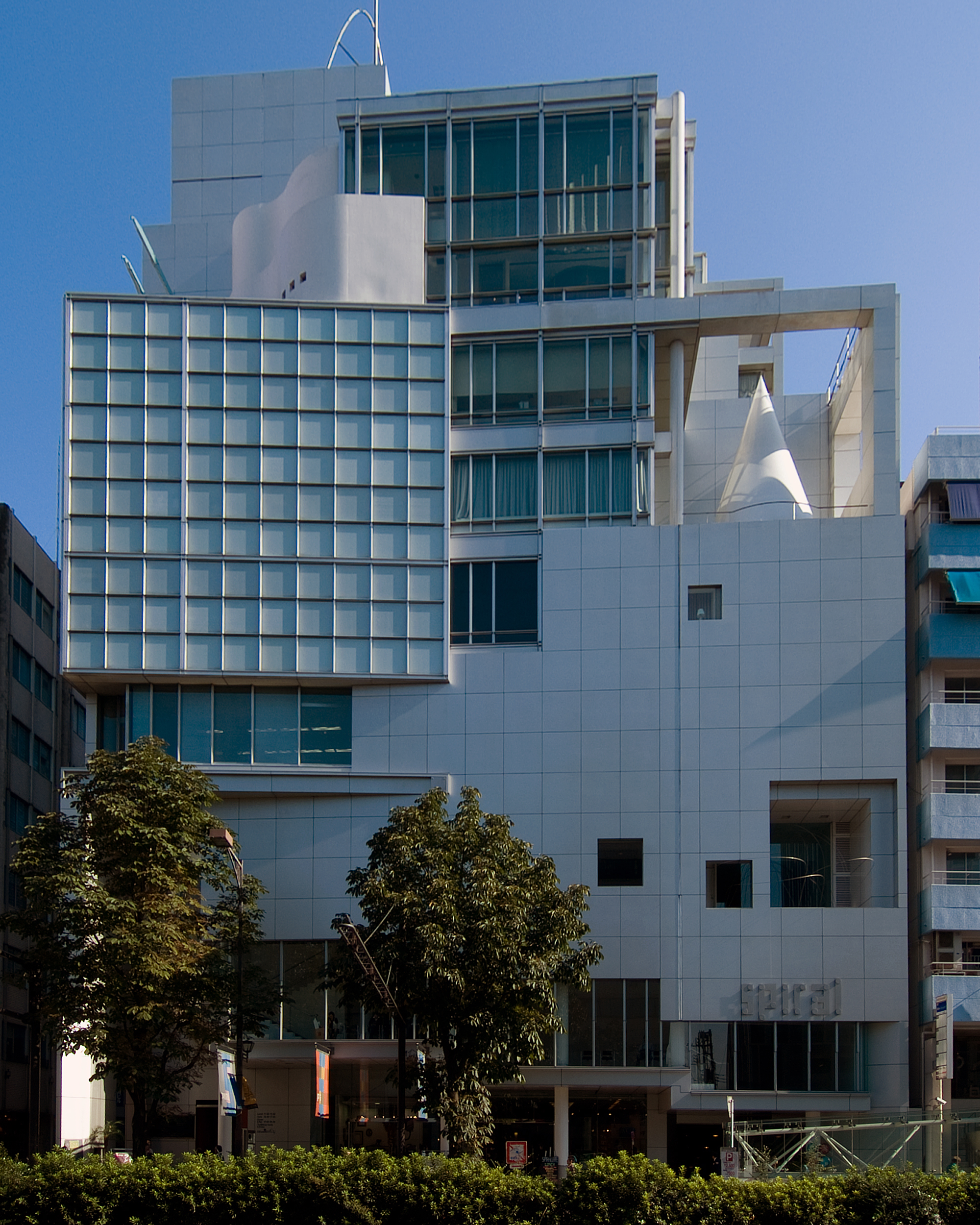
外観（国道246号側から）

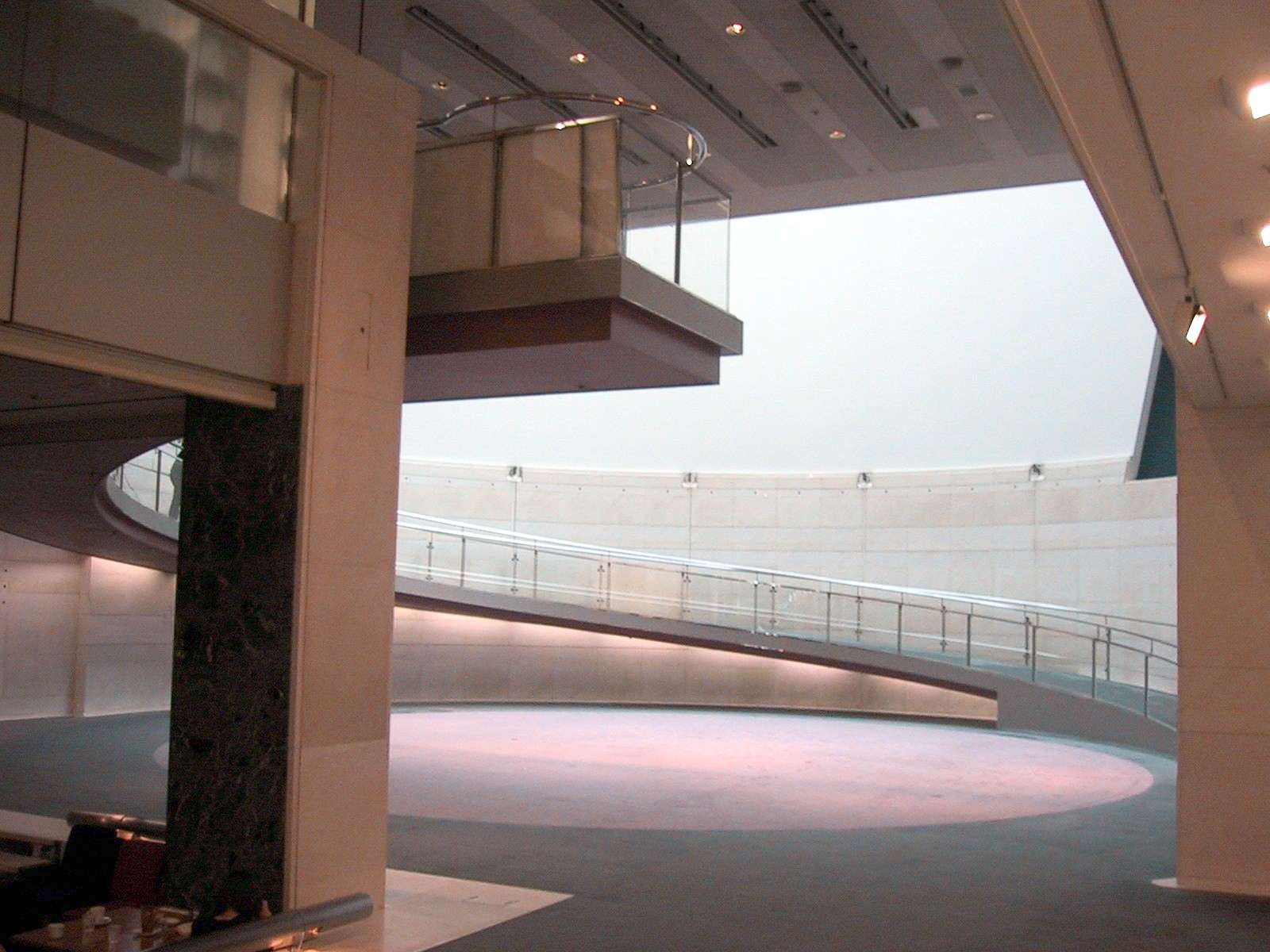
螺旋スロープ

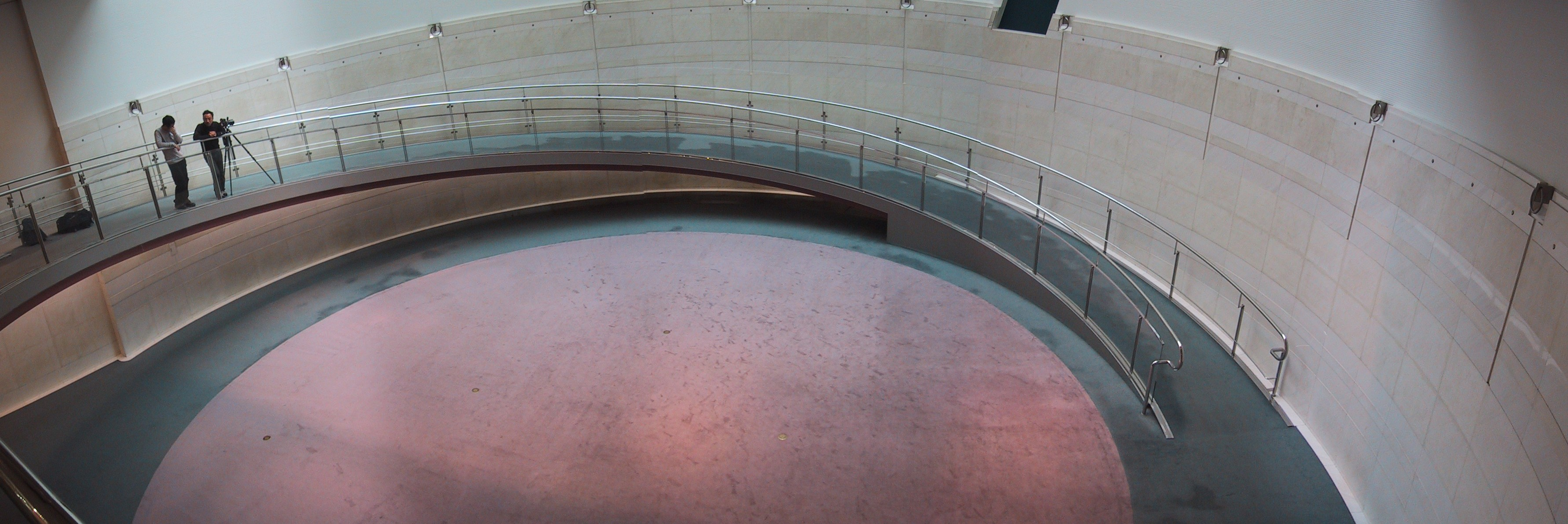
螺旋スロープ

スパイラル（英語: Spiral）は、東京都港区南青山5丁目に所在する複合文化施設。1985年（昭和60年）オープン。建築家の槇文彦によって設計された地上9階・地下2階の建築物で、1階奥の吹抜けに螺旋スロープがあり、これが「スパイラル」の名の由来である。命名者は、ワコール代表取締役（当時）の塚本能交。
1階から3階にかけてはユニークな構造を持っており、ギャラリーを見渡すカフェからショップを通って多目的ホール「スパイラルホール」へと連なるオープンな空間構成により、通常の美術館や劇場とは異なったアートとの出会いを体験できる。地下1階の「青山CAY」ではコンサートやシンポジウムなどが開催されている。

## 概要
ギャラリーと多目的ホールを中心に、レストラン・バー、生活雑貨ショップ、トータル・ビューティ・サロンなどで構成されている。1985年10月のオープンから「生活とアートの融合」をコンセプトに活動しており、現代美術やデザインの展覧会、演劇・ダンスなどの舞台公演、コンサート、ファッションショー、シンポジウム、パーティーなど、ジャンルを融合した、コンテンポラリーアート・イベントを数多く世に送り出している。宮脇愛子の彫刻がある。
秋葉台体育館・幕張メッセと並ぶ、槇文彦の1980年代の代表作で、日本のポスト・モダン建築を代表する建築物の一つとして国際的に知られる。作風は、京都国立近代美術館・テピアと近い位置づけとされるが、ファサードは槇作品の中でも最も複雑といってよい。ただし、窓のプロポーションは槇作品そのものである。
2022年度グッドデザイン賞受賞。2024年にはDOCOMOMO Japanにより「日本におけるモダン・ムーブメントの建築290選」に選定された。

## 株式会社ワコールアートセンター
株式会社ワコール100%出資の関連会社として1985年に創立。当施設を拠点に、アートの事業化を目指して事業に取り組んでいる。

## 高野長英隠れ家跡

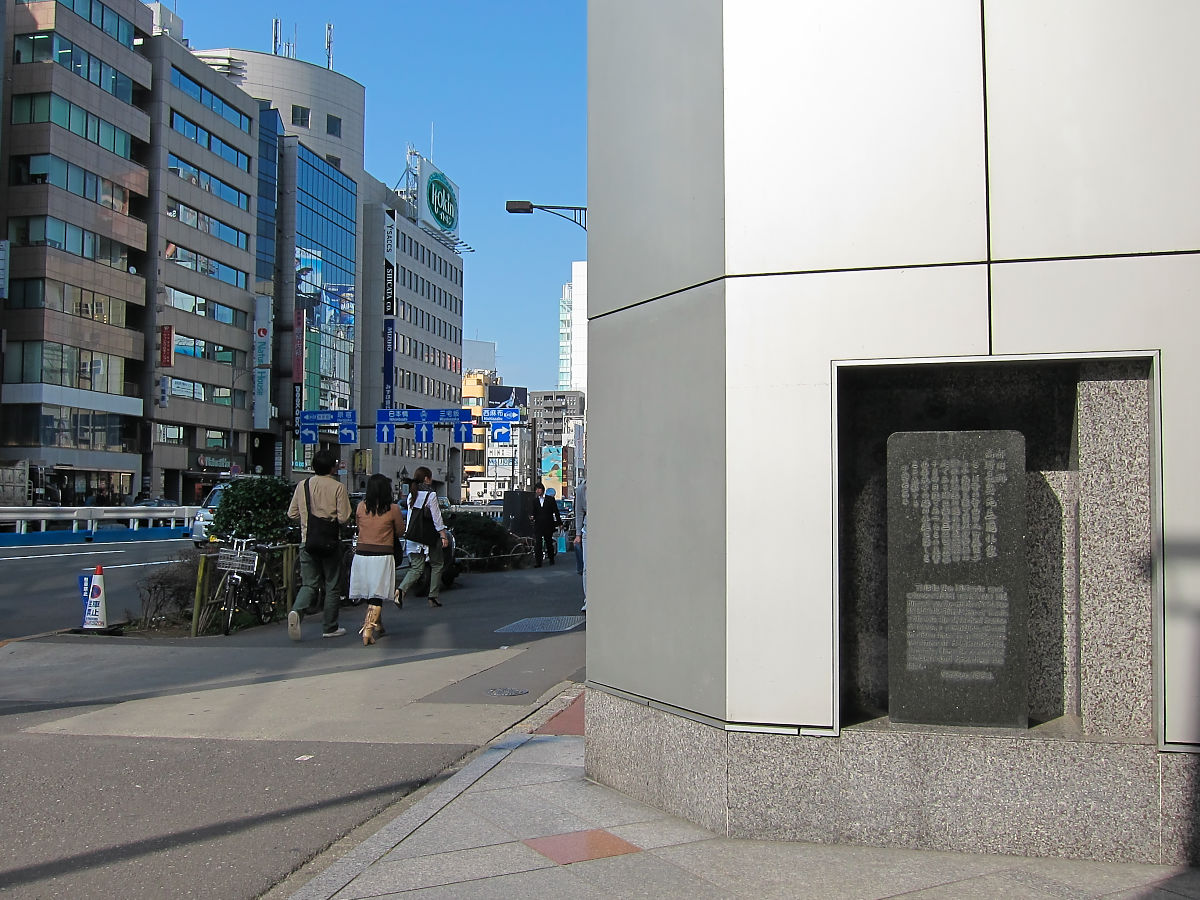
「高野長英先生隠れ家」の碑

スパイラルの建つ南青山5丁目界隈は、江戸時代には青山百人町と呼ばれていた。御家人の屋敷が多数並ぶ一帯で、その中に幕末の蘭学者である高野長英の終焉の地となる隠れ家があった。
1963年に「高野長英先生隠れ家」の記念碑が当地に建てられ、スパイラルの建設時に表参道寄りの柱の内部に移設されている。